# Młynek modlitewny

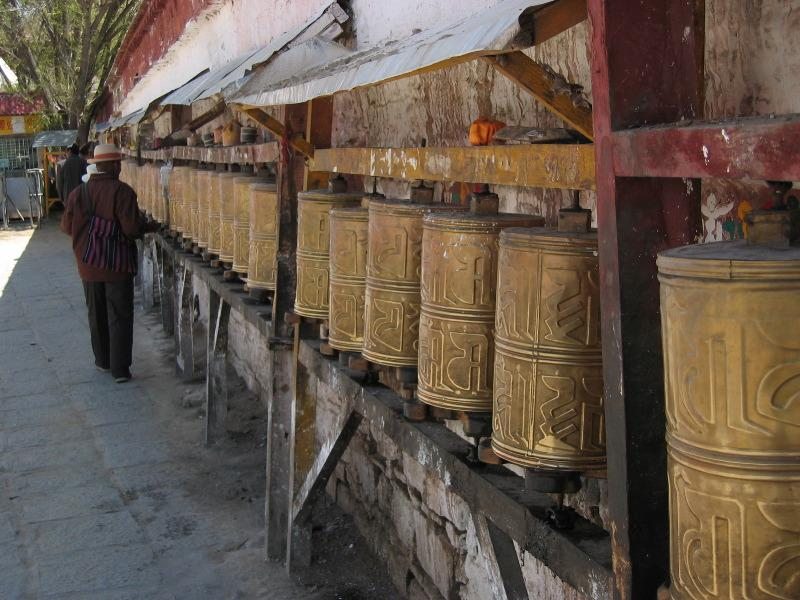
Młynki modlitewne w Samje.

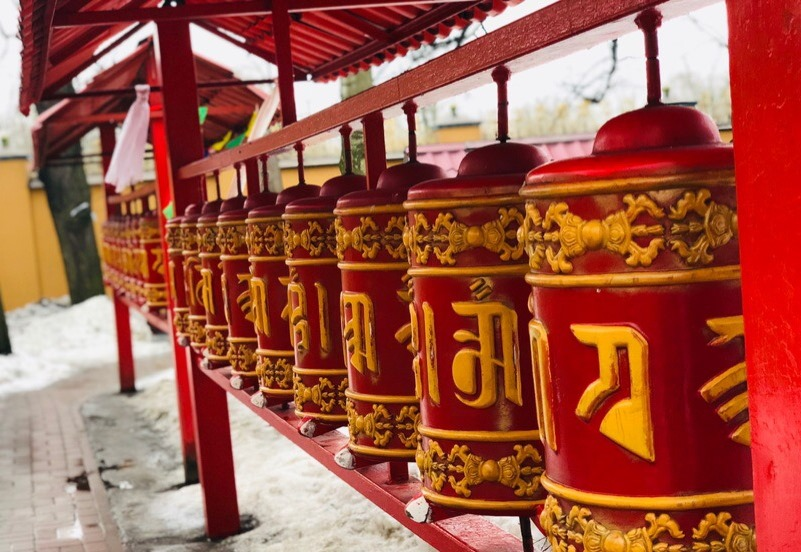
Młynek modlitewny w świątyni buddyjskiej w Petersburgu.

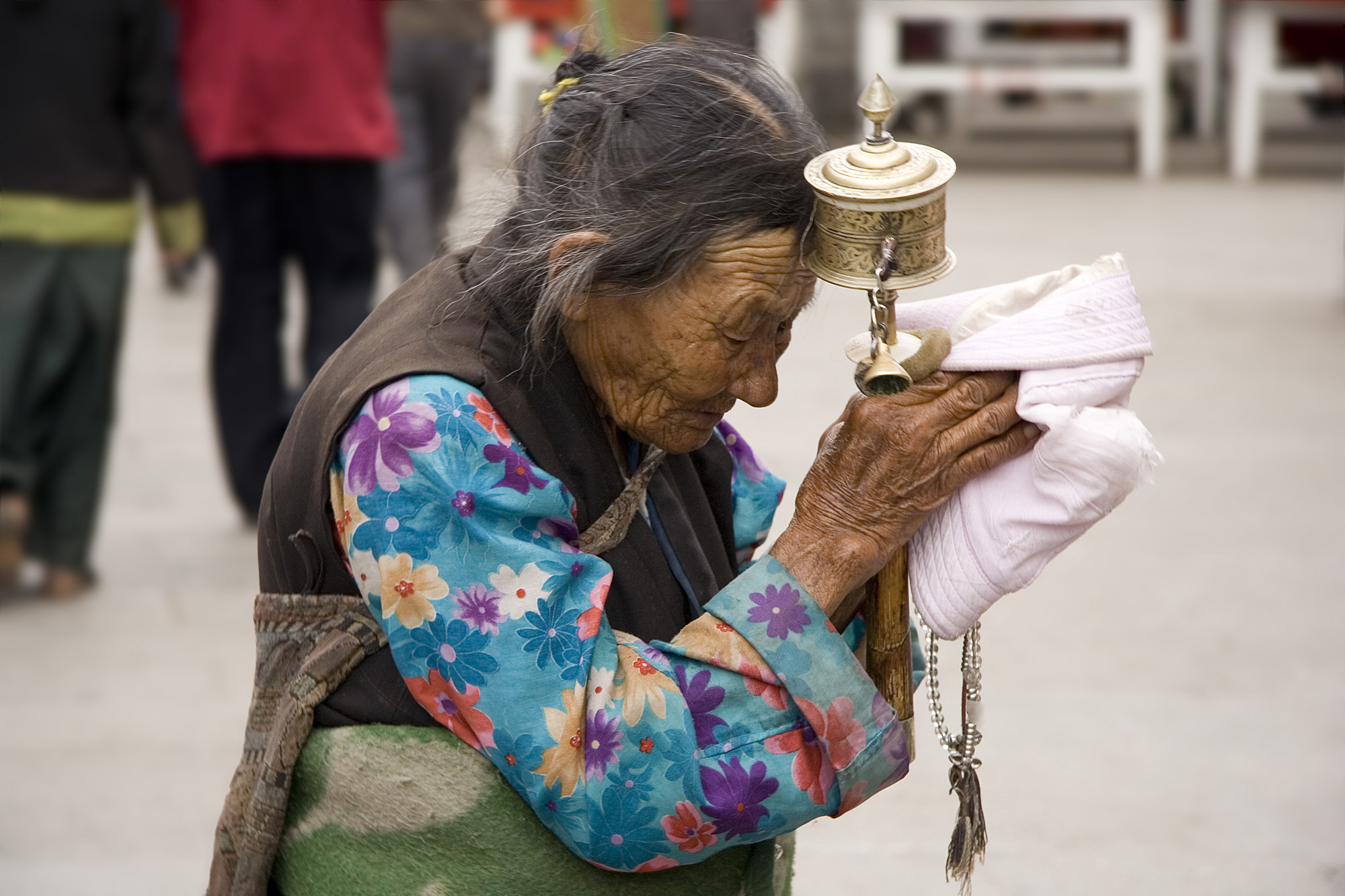
Pielgrzymka w Lhasie.

Młynek modlitewny (tyb. མ་ནི། Mani) – stosowany w buddyzmie tybetańskim walec na pionowej osi z wypisanymi na powierzchni mantrami. Zgodnie z wierzeniami tybetańskimi obracanie takim młynkiem daje ten sam efekt, jak ich ustne recytowanie, jednak obracać można szybciej.
Do obracania młynków modlitewnych wykorzystywano także psy, które były specjalnie do tej czynności przyuczane. Między innymi do tego typu celów hodowane były spaniele tybetańskie, które określano jako psy modlitewne.